# 子持鯉の煮付
子持鯉の煮付（こもちごいのにつけ）とは、卵を抱えたメスの鯉を筒切りにして、醤油などで煮た料理。子持鯉の旨煮、子持鯉のあめ煮とも言い滋賀県の郷土料理。京都市周辺でも食されている。

## 作り方
- 材料（4人分）子持ち鯉…1尾
- 煮汁（割合）酒2.5、濃口醤油1、味醂0.5、砂糖1

1. コイのウロコとヒレを切取る。
2. 苦玉をつぶさないよう頭を切落とし、苦玉を取り除き、身の両面に細かく包丁を入れてから筒切りにする。
3. 水洗いした後に熱湯をかけて霜降り状態にしたら、水気を拭く。
4. 鍋にコイを重ならないように並べ、酒と濃口醤油、味醂、砂糖を合わせて火にかけて煮詰める。

## 関連リンク
- 子持ち鯉の煮付 - archive.today（2013年7月2日アーカイブ分）